# Lukas Engel
Lukas Ahlefeld Engel (* 14. Dezember 1998) ist ein dänischer Fußballspieler. Der linke Verteidiger steht beim FC Middlesbrough unter Vertrag.

## Karriere

### Verein
Lukas Engel war 2017 aus der Jugend von Kastrup BK, einem Viertligisten aus dem Kopenhagener Vorort Tårnby, zum Zweitligisten Fremad Amager, nur drei Kilometer von Engels bisheriger Wirkungsstätte entfernt, gewechselt. Sein erstes Spiel in der zweithöchsten dänischen Spielklasse absolvierte er am 30. Juli 2017 als 18-jähriger beim 0:2 im Auswärtsspiel gegen Vendsyssel FF. Über weite Strecken der Saison blieb Engel ohne Spielpraxis, erst in der Endphase der Saison wurde er regelmäßig eingesetzt. Am 12. August 2018 gelang Engel beim 2:2 im Heimspiel gegen Lyngby BK mit dem Treffer zum Endstand sein erster Treffer im Herrenbereich. Während der Saison 2018/19 gelang ihm der Durchbruch und in 32 Punktspielen gelangen ihm zehn Scorerpunkte (eine Vorlage, neun selbst erzielte Treffer). Auch in der folgenden Spielzeit behielt Lukas Engel seinen Stammplatz.
Von 2017 bis 2021 spielte er für den Fremad Amager, bevor er im Jahr 2022 zu Vejle BK wechselte. Kurzzeitig wurde er während der Saison 2022 an Silkeborg IF verliehen, wo er 15 Spiele absolvierte und zwei Tore erzielte, bevor er im gleichen Jahr fest zu ihnen wechselte. Im Jahr 2023 setzte Engel seine Karriere beim englischen Verein Middlesbrough fort. Seit Februar 2025 ist er an das US-amerikanische MLS-Franchise FC Cincinnati verliehen.

### Nationalmannschaft
Im August 2020 wurde Lukas Engel von Albert Capellas, dem U21-Nationaltrainer Dänemarks, für den Kader für die EM-Qualifikationsspiele gegen die Ukraine und gegen Nordirland nominiert. Im ersten Spiel gegen die Ukraine kam er nicht zum Einsatz, aufgrund einer Verletzung musste er vorzeitig abreisen.